# BTR-D
O BTR-D é um veículo blindado de transporte de pessoal de multipropósito desenvolvido pela União Soviética na década de 1970 e utilizado pela primeira vez em combate durante a invasão soviética do Afeganistão (1979-1989). BTR-D singifica Bronetransportyor Desanta (БТР, Бронетранспортер Десанта, ou "transportador blindado paraquedista"). Seu modelo é baseado no BMD-1. Sua designação da OTAN é BMD M1979.

## Utilizadores
- Rússia – + 280 no serviço ativo.[2]
- Bielorrússia – 117 em 1995, 22 em 2000, 2003 e 2005.[3]
- Moldávia – 44 BMD-1, BMD-1P e BTR-D.
- Ucrânia – 40 em 1995, 42 em 2000 e 44 em 2005.[4]
- Uzbequistão – 70 em 1995, 50 em 2000 e 2005.[5]

Ex-operadores
- União Soviética – Passado a Estados sucessores.